# Infiniti J
L'Infiniti J est la première incursion du constructeur automobile japonais Infiniti dans la catégorie des routières. Uniquement réservée aux marchés nord-américains, la J30 est en fait le clone de la Nissan Leopard 3e génération. Elle se situait juste en dessous du modèle phare de la marque, la Q45. C'est la berline M35/45 qui fera office de remplaçante quelques années plus tard, et, dans une moindre mesure, l'I30/35 en est une aussi.

## Motorisation
Un seul et unique bloc essence :
- J30 : V6 3.0 L 210 ch.

Avec seulement une boîte auto à quatre rapports.

## Galerie photos

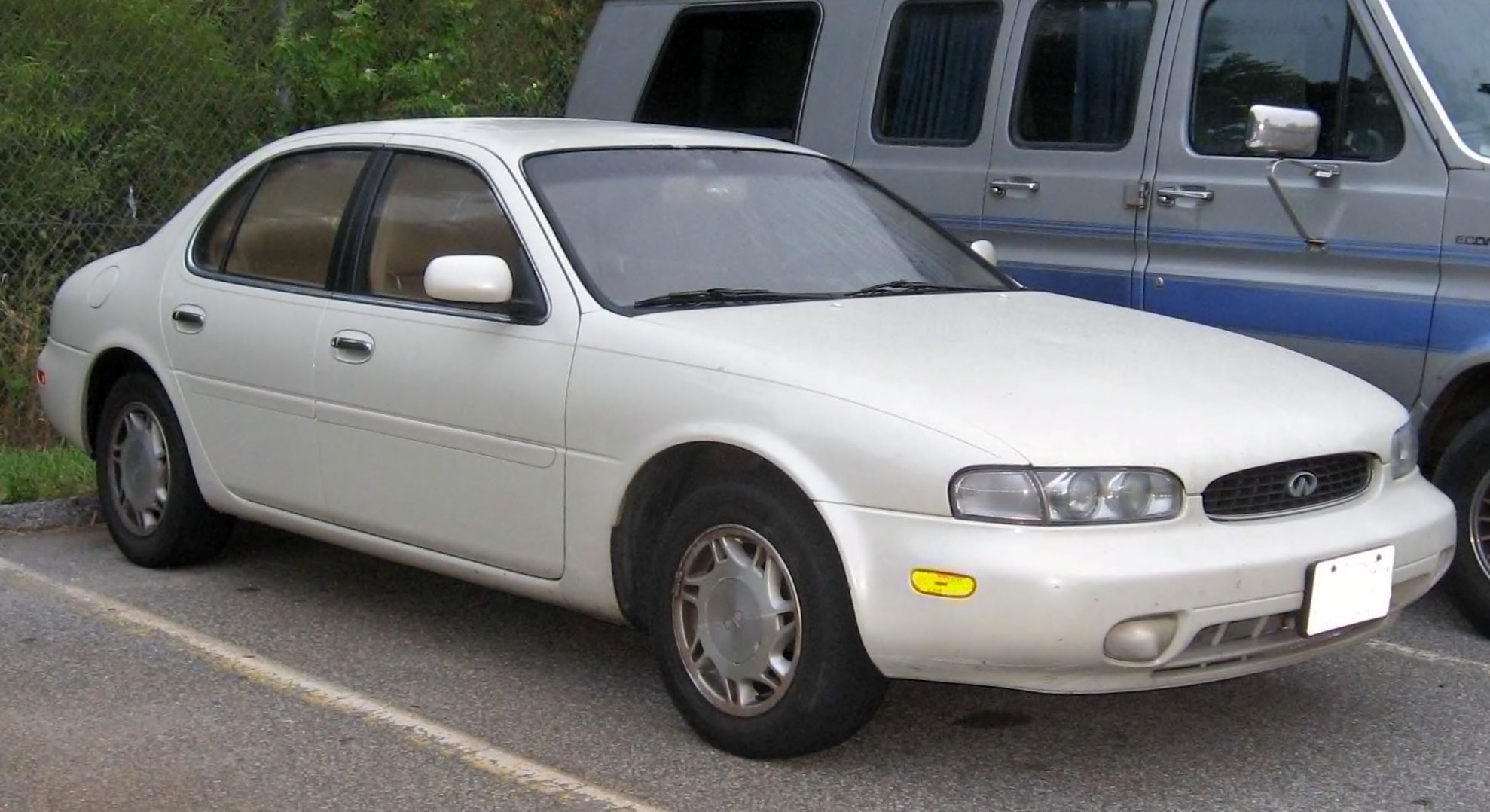
J30
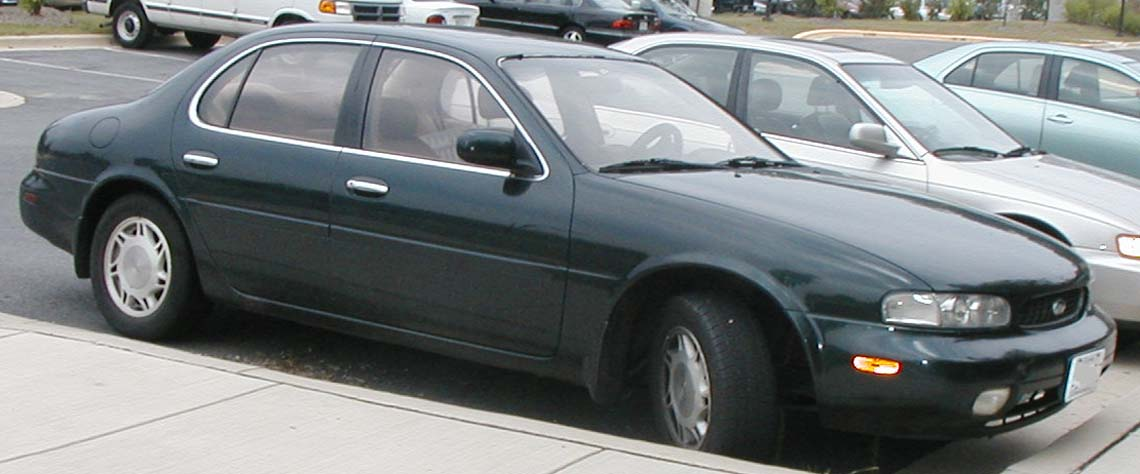
J30
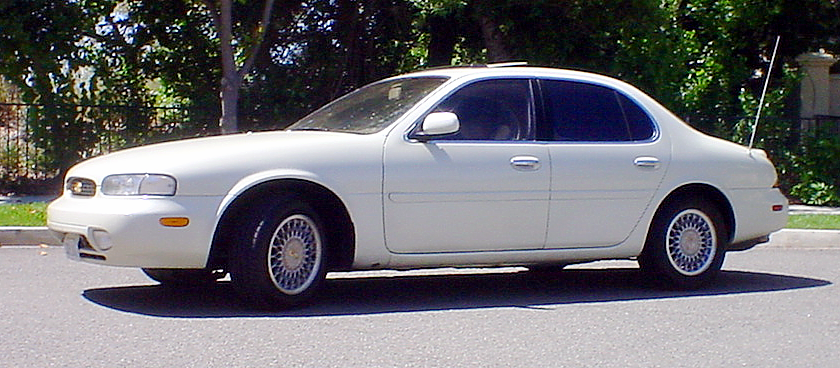
J30